# Протесты в Зимбабве (2019)
Топливные протесты в Зимбабве начались 14 января 2019 года после того, как правительство Эммерсона Мнангагвы увеличило цену на топливо на 130%. Тысячи зимбабвийцев протестовали против повышения цен, повышения уровня бедности, плохого состояния экономики и снижения уровня жизни. Правительство отреагировало скоординированными действиями, которые привели к сотням арестов и множеству смертей.

## Предыстория
Стремясь улучшить финансовое и экономическое положение в стране после создания правительства Мнангагвы в 2017 году, кабинет предпринял ряд мер жёсткой экономии в целях стимулирования умирающей экономики. К октябрю 2018 года дефицит иностранной валюты привёл к закрытию крупных предприятий и дефициту импортных товаров, включая топливо. Это привело к постоянной нехватке топлива, забастовкам правительственных работников и ухудшению экономической ситуации.
12 января 2019 года правительство Эммерсона Мнангагвы объявило через Агентство по регулированию энергетики Зимбабве, что с полуночи произойдёт рост цены на топливо по стране более чем в два раза. Цены на дизельное топливо выросли с 1,38 долл. США за литр до 3,11 долл. США за литр, а на бензин с 1,43 долл. США за литр до 3,31 долл. США за литр, что означает увеличение почти на 130 процентов за ночь. Тем самым топливо стало самым дорогим в мире на тот момент. Мнангагва заявил, что повышение цен необходимо для сокращения нехватки топлива и нелегальной торговли. Конгресс профсоюзов Зимбабве призвал к трёхдневной забастовке в знак протеста против повышения цен.

## Хронология
Протесты начались в столице Хараре 14 января. В ответ полиция и военные предприняли скоординированные ответные меры, которые включали в себя обыски в домах некоторых жителей. Помимо беспорядков в Хараре также сообщалось о протестных акциях в городах Мутаре и Булавайо. К концу дня правительство сообщило, что три человека, включая одного полицейского, погибли в ходе акций протеста. Неправительственные источники сообщили, что около 200 человек были арестованы и восемь убиты в ходе акций протеста полицией. Ассоциация врачей-правозащитников Зимбабве заявила, что 26 человек получили огнестрельные ранения в Хараре. Сообщалось также о неизбирательных актах насилия со стороны полиции как против протестующих, так и над свидетелями демонстраций, а также об актах мародёрства, совершённых некоторыми протестующими в Хараре, Булавайо и Кадоме.

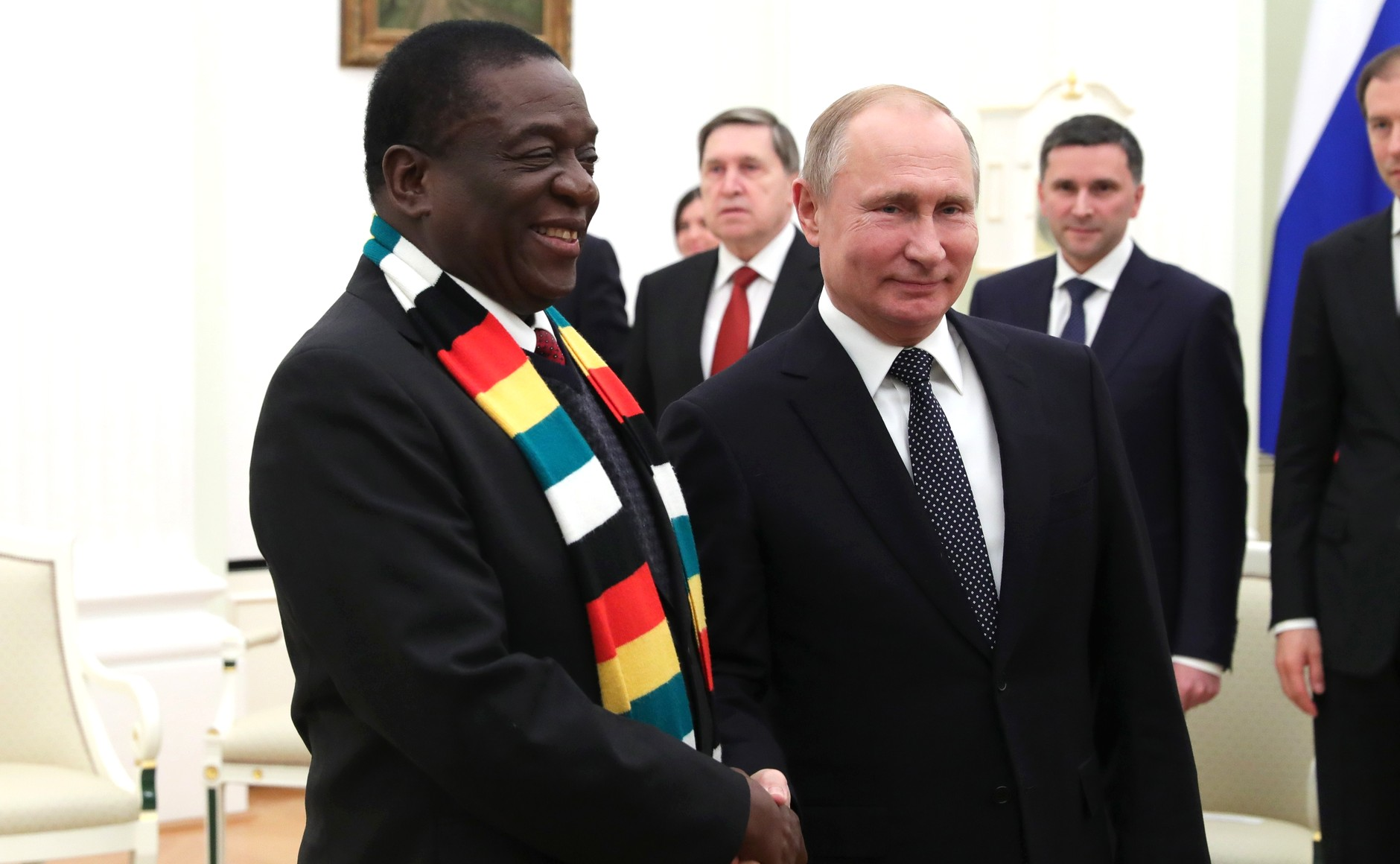
Во время протестов президент Мнангагва находился с визитом в России

Во время протестов правительство заблокировало доступ к социальным сетям и мессенджерам WhatsApp, Facebook и Twitter. Позже правительство полностью заблокировало доступ к Интернету, как только было замечено, что люди использовали VPN для доступа к новостям о протестах. Крупнейший в стране провайдер сотовой связи Econet подтвердил, что правительство издало директиву, блокирующую весь доступ к сети Интернет во время протестов.
На третий день протестов был арестован активист гражданского общества и пастор Эван Маварир. Адвокат Маварира заявил, что правительство утверждало, что его подстрекательство к насильственным протестам в Твиттере и является причиной ареста. Движение за демократические перемены (ДДП) заявило, что руководство партии было задержано силами безопасности во время акций протеста. Во время подавления протестов было зарегистрировано неизвестное количество похищений сотрудниками службы безопасности.
Правительство обвинило оппозиционное ДДП в организации протестов. Офисы этой партии были атакованы и подожжены во время акций протеста, по утверждению ДДП, сторонниками ЗАНС-ПФ. Правительство заявило, что государственная собственность и собственность, принадлежащая правящей партии ЗАНС-ПФ, была также повреждена в результате нападений, по их мнению, совершённых сторонниками ДДП.
17 января в Хараре четвертый и последний день матчей третьего раунда турнира по крикету Кубок Логана 2018–2019 годов был отменен из-за протестов.